# Joshua Wong
Joshua Wong Chi-fung (chinês tradicional: 黃之鋒, Hong Kong britânico - 13 de outubro de 1996) é um ativista estudantil e político de Hong Kong.

## Vida
Joshua Wong nasceu em Hong Kong em 13 de outubro de 1996 e foi diagnosticado com dislexia na primeira infância. Filho do casal de classe média Grace e Roger Wong, Wong foi criado como cristão protestante na tradição luterana. Sua consciência social provém do pai, um profissional de TI aposentado, que muitas vezes o levava quando criança para visitar os mais desfavorecidos.
Wong estudou no United Christian College (Kowloon East), uma escola secundária cristã particular em Kowloon, e desenvolveu habilidades organizacionais e de fala através do envolvimento em grupos da igreja.

## Ativismo

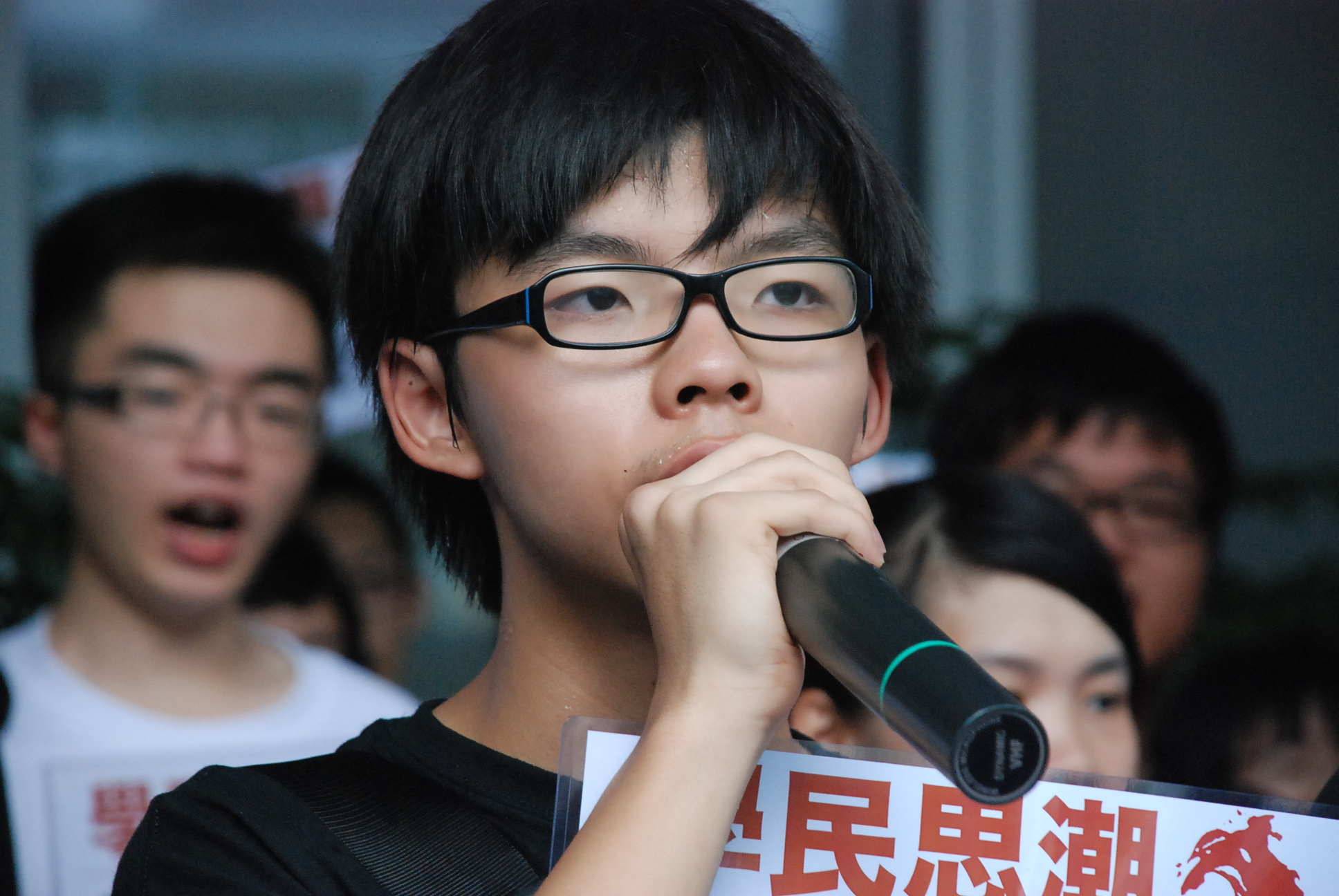
Joshua Wong participando de um protesto contra a educação moral e nacional em 2012

Atua como secretário-geral do partido pró-democracia Demosistō, foi anteriormente convocador e fundador do grupo de ativistas estudantis de Hong Kong, Scholarism. Wong ganhou destaque internacional durante os protestos de Hong Kong em 2014 e seu papel fundamental no Movimento Umbrella resultou em sua inclusão nos Adolescentes Mais Influentes da revista TIME de 2014 e na indicação de Pessoa do Ano de 2014; ele foi ainda chamado de um dos "maiores líderes do mundo" pela revista Fortune em 2015 e nomeado para o Prêmio Nobel da Paz em 2017., em agosto de 2017, Wong e outros dois ativistas pró-democracia foram condenados e presos por seus papéis na ocupação da Praça Cívica, na fase incipiente dos protestos da Ocupação Central de 2014 ; em janeiro de 2018, Wong foi condenado e preso novamente por não cumprir uma ordem judicial de liberação do local de protesto de Mong Kok durante os protestos de Hong Kong em 2014. Em 30 de agosto de 2019, ele foi preso e acusado de organizar ilegalmente uma manifestação fora da sede da polícia; mais tarde ele foi libertado sob fiança de HK $ 10.000

## Prisões em 2019
Joshua Wong foi condenado a dois meses de prisão em 16 de maio de 2019 por seu envolvimento em eventos em 26 de novembro de 2014 em Mong Kok, uma área em Hong Kong, onde manifestantes se opuseram à polícia durante a revolução da Umbrella.
Joshua Wong foi libertado em 17 de junho de 2019 (ele completou o mandato de dois meses porque também passou algum tempo na cadeia em 2018, em relação a este caso, antes de ser libertado sob fiança).

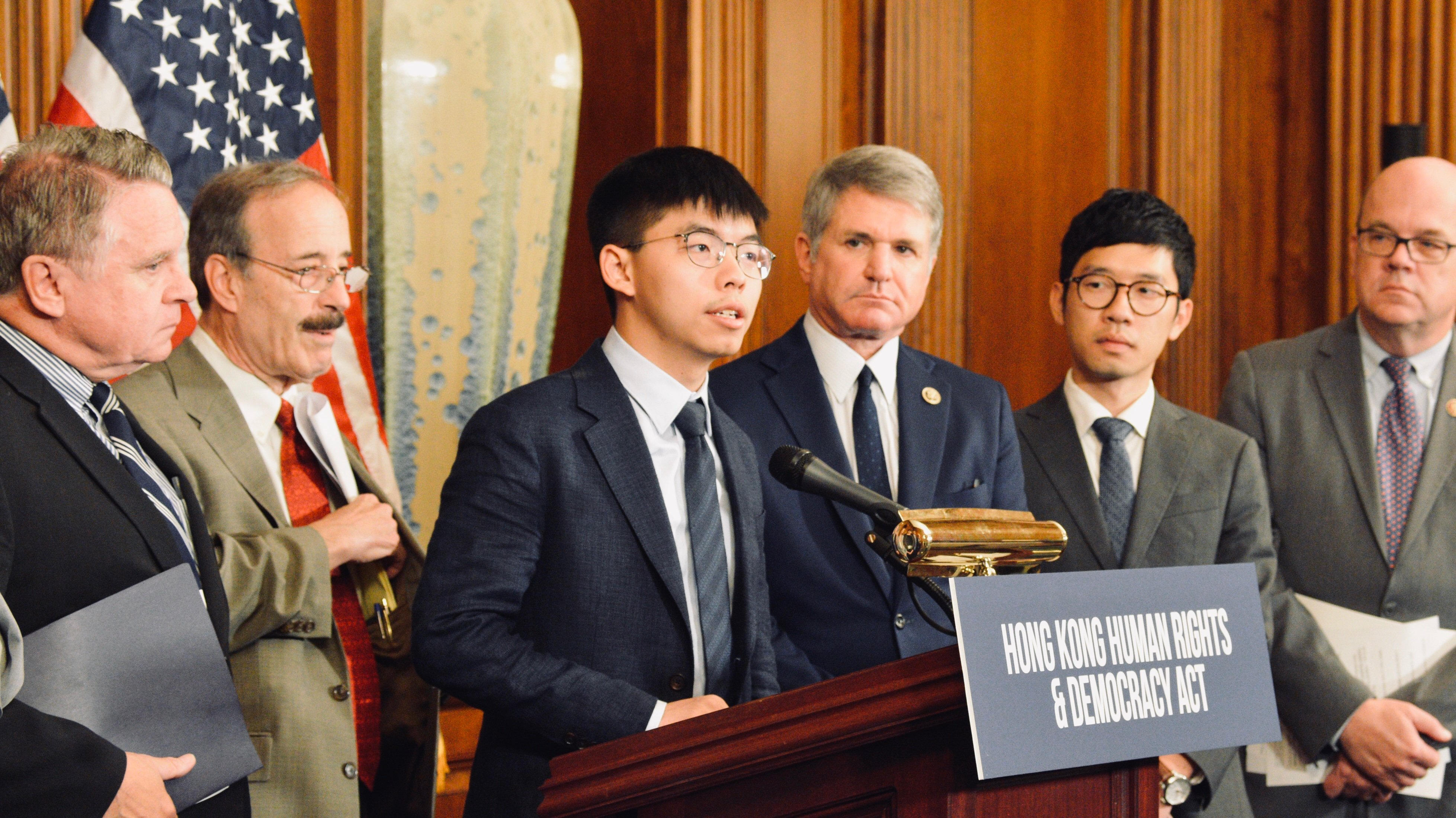
Wong fala no Capitólio dos Estados Unidos em 2019

Em 17 de setembro, Wong e outros ativistas estudantis participaram de uma comissão da Comissão Executiva do Congresso sobre a China (CECC) no Capitólio dos Estados Unidos. Ele disse que o governo chinês não deve aproveitar todos os benefícios econômicos de Hong Kong enquanto ataca a liberdade de Hong Kong. Ele também instou o Congresso dos EUA a aprovar a "Lei de Direitos Humanos e Democracia de Hong Kong". O porta-voz do Ministério das Relações Exteriores da China, Geng Shuang, respondeu que os EUA não devem interferir nos assuntos da China.

## Prémios
- 2017 Josué: Adolescente vs. Superpower, um documentário sobre Joshua Wong
- Fortune 2015 - Os 50 Maiores Líderes do Mundo (10º lugar)
- 2014 Lessons in Dissent, um documentário com Wong e a ativista Ma Jai
- Capa TIME 2014 (Edição Ásia)
- TIME 2014 - Os 25 adolescentes mais influentes de 2014
- Foreign Policy 2014 - 100 principais pensadores globais
- Time 2014 - Pessoa do ano 2014 (Enquete do leitor - 3º lugar)
- Ranking de pesquisa entre os dez primeiros do YAHOO 2014 - No.1 (Hong Kong)
- AFP 10 Pessoas mais influentes de 2014
- The Times - Jovem do ano de 2014